# Marjan Schwegman

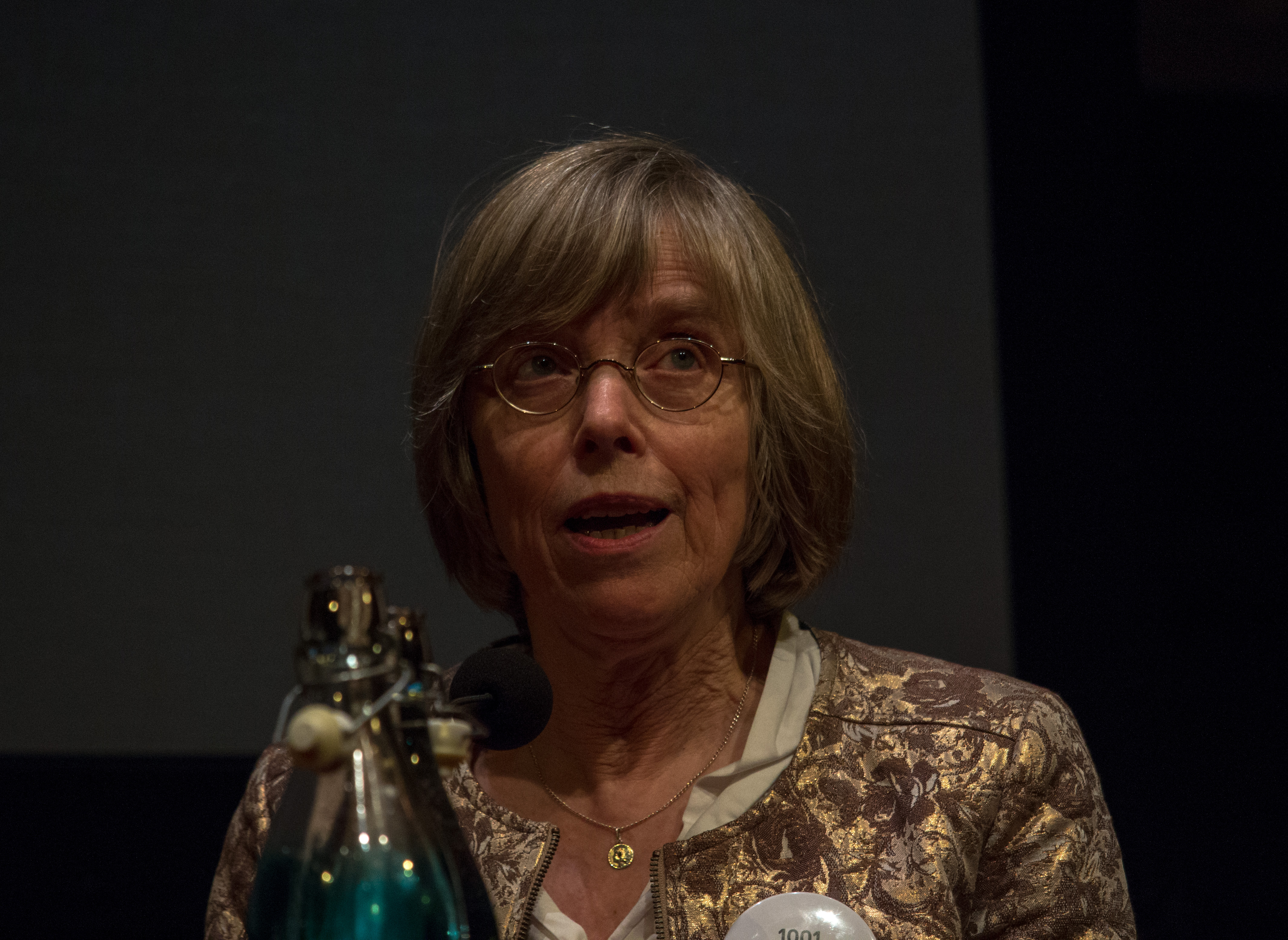
Marjan Schwegman, 2015

Maria Janna Schwegman (* 1951 in Middenmeer) ist eine niederländische Historikerin.
Marjan Schwegman war Professorin für Frauengeschichte an der Universität Utrecht und von 2007 bis 2016 Direktorin des Nederlands Instituut voor Oorlogsdocumentatie.

## Veröffentlichungen
- Maria Montessori, Bologna 1999
- Maria Montessori 1870 - 1952. Kind ihrer Zeit, Frau von Welt, Darmstadt 1999
- Maria Montessori 1870 - 1952. Kind van haar tijd, vrouw van de wereld, Amsterdam 1999
- Gualberta Alaide Beccari, emancipazionista e scrittrice 1842 - 1906, Pisa 1996
- Vertrouwde patronen, nieuwe dromen. Nederland op weg naar een industriële samenleving, IJsselstein 1992
- Op het strijdtoneel van de politiek. Twaalfde Jaarboek voor Vrouwengeschiedenis, Nijmegen 1991
- Feminisme als boetedoening. Biografie van de Italiaanse schrijfster en feministe Gualberta Alaide Beccari (1842–1906), ’s-Gravenhage 1989
- Ook in Leiden. Over verzetswerk in en om de stad 1940-194, Leiden 1985
- Vrouwenarbeid in Nederland 1870–1940, Rijswijk 1981
- Het stille verzet. Vrouwen in illegale organisaties. Nederland 1940–1945, Amsterdam 1980